# Senghasiella glaucifolia
Senghasiella glaucifolia là một loài thực vật có hoa trong họ Lan. Loài này được (Bureau & Franch.) Szlach. mô tả khoa học đầu tiên năm 2001.